# Andreastor (1907)
L'Andreastor est une percée dans le mur d'enceinte de la ville de Worms du début du XXe siècle composée de deux arches.

## Construction
Ce troisième Andreastor était construit en 1907 sous l'architecte et urbaniste Georg Metzler. Cet « Andreastor » est situé immédiatement au sud-ouest de l'Andreasstift et constitue une percée à travers la partie sud du mur d'enceinte de la ville pour la courte rue « Am Andreastor », une connexion entre l'actuel Weckerlingplatz et le Willi-Brandt-Ring.

## Histoire
Ce troisième Andreastor a été construit en 1907 sous l'architecte et urbaniste Georg Metzler comme passage pour le trafic croissant, presque en même temps que le Raschitor dans le mur intérieur nord et le passage de la Herzogenstraße dans le mur intérieur est. Au cours des travaux de construction, les remparts de la ville dans cette zone se sont révélés si délabrés que la section a dû être entièrement démolie et reconstruite avec la porte nouvellement créée.

## Construction
La porte possède une grande arche pour les véhicules et une petite pour les piétons. Comme les deux autres portes « modernes », le passage a reçu une forme historicisante.